# Органічний регламент

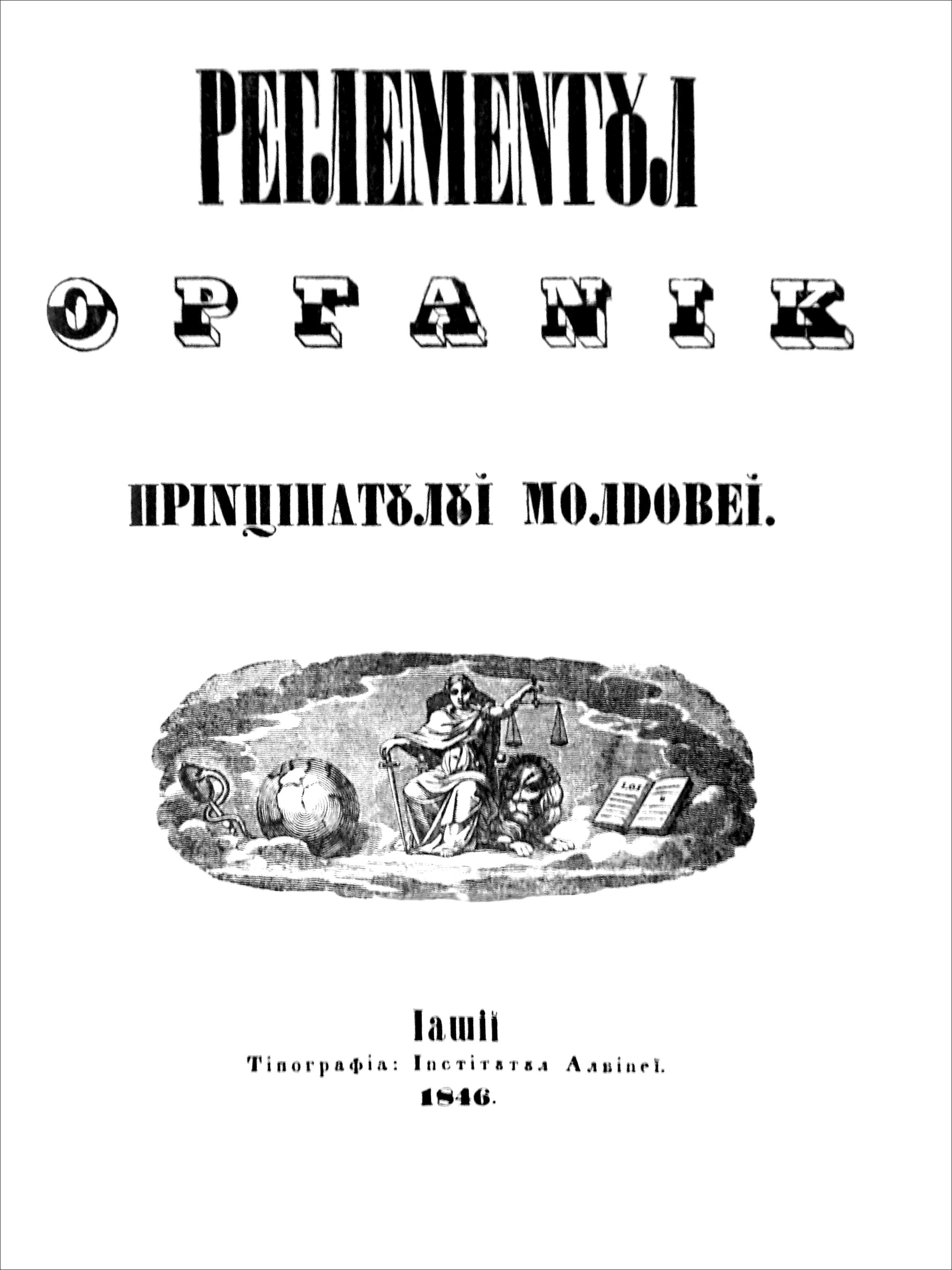
Молдавський регламент

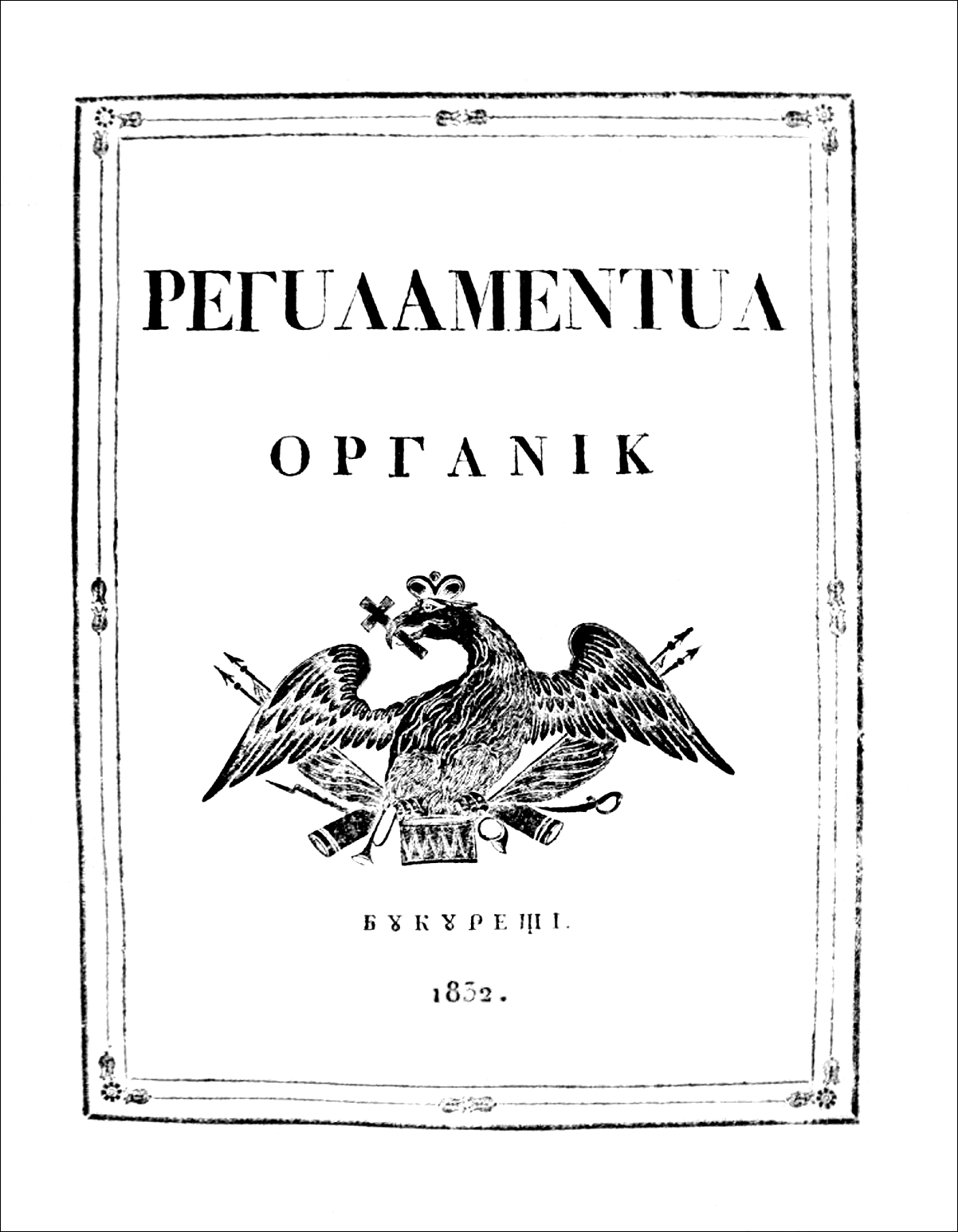
Волоський регламент

Органічний регламент (рум. Regulamentul organic, Регuламenтuл оргаniк фр. Règlement Organique) — органічні закони і перші конституції Дунайських князівств (Волощини та Молдови), які набули чинності в 1831—1832 роках, коли князівства отримали автономію за умовами Адріанопольського мирного договору, який завершив Російсько-турецьку війну.
Регламенти ввів Павло Дмитрович Кисельов, який був головою російської адміністрації в князівствах, для Волощини — від липня 1831 року, для Молдови — від січня 1832 року. Турецький уряд ратифікував їх 1834 року. За умовами договору законодавчу владу в кожному князівстві довіряли громадському зібранню з депутатів, обраних боярами та багатими землевласниками. Виконавча влада зосереджувалась у руках людей, яких обирали особливі зібрання у складі духовенства, бояр та депутатів від землевласників. Керівні адміністративні посади доручали боярам. Також було скасовано систему внутрішніх митниць, адміністрацію відокремлено від суду і заборонено тортури.